# Она (фильм, 1965)
«Она» (англ. She) — кинофильм. Экранизация романа Генри Райдера Хаггарда «Она: история приключения». Имеет прокатное название - «Ши».
Режиссёр Роберт Дэй, продюсер Майкл Каррерас. Производство британской кинокомпании Hammer Film Productions Limited.

## Сюжет
Экспедиция в ранее неизведанную область обнаруживает город, которым управляет Аеша (Урсула Андресс), бессмертная волшебница, которая видит своего прежнего возлюбленного (верховного жреца Каликрата) в лидере экспедиции. В то время как она пробует убедить его делать обряд, который приводит к бессмертию, её армия подвергается нападению варваров, дочь лидера которых была захвачена Аешой. Её армия принимает жестокое сражение против плохо вооруженных, но сильных варваров.

## В ролях
- Урсула Андресс — Аиша
- Питер Кашинг — Холли
- Бернард Криббинс — Джоб
- Джон Ричардсон — Лео
- Кристофер Ли — Биллали
- Росенда Монтерос — Устани
- Андре Морелл — Хамид
- Сорайя — танцовщица

## Интересные факты
Фильм был снят в Израиле. Действие фильма происходит в Палестине в 1918 году, после окончания Первой мировой войны.